# Torotorokungsfiskare
Torotorokungsfiskare (Syma torotoro) är en fågel i familjen kungsfiskare inom ordningen praktfåglar.

## Utseende och läte
Torotorokungsfiskaren är en liten grön kungsfiskare med orangefärgat huvud och lysande gul näbb. Adulta honan har en liten svart hjässa och ungfågeln svart näbb. I flykten syns enfärgade vingar. Lätet består av en rullande och fallande frill, rätt likt solfjädersbuskgök.

## Utbredning och systematik
Torotorokungsfiskaren förekommer på Nya Guinea med kringliggande öar samt i nordvästligaste Australien. Den delas in i tre underarter med följande utbredning:
- Syma torotoro torotoro – förekommer i lågland på Nya Guinea, Västpapua, Yapen och Aruöarna
- Syma torotoro flavirostris – förekommer på Kap Yorkhalvön i nordöstra Australien (i söder till Weipa och Massy Creek)
- Syma torotoro ochracea – förekommer i D'Entrecasteaux-öarna

## Levnadssätt
Torotorokungsfiskare hittas i fuktig regnskog.

## Status och hot
Arten har ett stort utbredningsområde, men tros minska i antal, dock inte tillräckligt kraftigt för att den ska betraktas som hotad. Internationella naturvårdsunionen IUCN listar arten som livskraftig (LC).

## Namn
Fågeln har fått sitt svenska och vetenskapliga artnamn från "Torotoro", fågelns namn på ett lokalt språk på Nya Guinea. Troligen är det ljudhärmande.